# Hans Straub (Bauingenieur)
Hans Straub (* 30. November 1895 in Berg, Kanton Thurgau; † 24. Dezember 1962 in Winterthur) war ein Schweizer Bauingenieur und Historiker der Bautechnik.

## Biografie
Hans Straub, Sohn eines Pfarrers, besuchte die Kantonsschule in Frauenfeld und studierte von 1914 bis 1919 an der ETH Zürich Bauingenieurwesen und danach Architektur. Er war dann Assistent an der ETH und arbeitete ab 1921 als Bauingenieur bei einer grossen Baufirma (Ferrobeton) in Rom, insbesondere im Hafen- und Wasserbau (ab 1930 in der Tochtergesellschaft von Ferrobeton, der Societá Italiana per Lavori Marittimi). Ab 1955 war er dort technischer Direktor und betreute weltweit zahlreiche große Bauprojekte, wie Trockendocke in Venedig und Genua.
Daneben begann er sich für die Geschichte der Bautechnik zu interessieren. Er fand unter anderem die Gutachten zur Statik der Kuppel des Petersdoms von Rugjer Josip Bošković, Thomas Le Seur und François Jacquier in den Archiven. Insbesondere das Gutachten von Boskovic war für ihn die eigentliche Geburtsstunde des Bauingenieurwesens auf wissenschaftlicher Grundlage. Straub veröffentlichte 1938 bis 1944 mehrere Aufsätze in der Schweizerischen Bauzeitung über die Geschichte der Bautechnik, bevor er sein Buch schrieb, wozu er während der deutschen Besetzung Roms genug Zeit fand. Sein Buch zur Geschichte des Bauingenieurwesens gilt als Standardwerk.
Er war seit 1925 mit Klara Schmidt verheiratet.

## Schriften
- Die Geschichte der Bauingenieurkunst: Ein Überblick von der Antike bis in die Neuzeit. 4. Auflage. Birkhäuser, Basel 1992, ISBN 3-7643-2441-4 (in erster Auflage zuerst 1949, überarbeitete Neuauflagen von Peter Zimmermann).
- Mit Robert von Halász: Die Geschichte des Bauingenieurwesens. In: Bautechnik. 37. Jahrgang, Heft 4, 1960.
- Brücken. In: Heimatschutz = Patrimoine, Bd. 24, 1929, S. 33–48 (Digitalisat).